# Hi! School: Love On
Hi! School: Love On (hangeul : 하이스쿨: 러브온 ; RR : Ha-i seukul: Rabeu on)  est une série télévisée sud-coréenne diffusée entre le 11 juillet et le 19 décembre 2014 sur KBS2 avec Kim Sae-ron, Nam Woo-hyun et Lee Sung-yeol,.

## Synopsis
Lee Seu-bi est un ange qui aide les humains morts à aller au paradis. Mais un jour, Nam Woo-hyun lui tombe dessus et elle devient humaine...

## Distribution

### Acteurs principaux
- Kim Sae-ron : Lee Seul-bi
- Nam Woo-hyun : Shin Woo-hyun
- Lee Sung-yeol : Hwang Sung-yeol
- Choi Soo-rin : Ahn Ji-hye
- Jung Jae-soon : Gong Mal-sook
- Cho Yeon-woo : Hwang Woo-jin

### Acteurs secondaires
Classe 2-3
- Shin Hyun-tak : Kang Ki-soo
- Kim Young-jae : Choi Jae-seok
- Kim Min-young : Na Young-eun
- Na Hae-ryung : Lee Ye-na
- Kim Soo-yeon : Lee Da-yul
- Kim Min-suk : Park Byung-wook
- Baek Seung-heon : Yang Tae-ho
- Jung Yoo-min : Kim Joo-ah
- Chang-jae : Lee Seok-hoon
- Lee Shi-hoo : Go Cheon-sik
- Song Ji-ho : Seo Yo-han

Les enseignants du secondaire
- Kim Kwang-sik : Kim Kwang-sik
- Han Soo-young : Choi So-jin
- --- : Park Han-gil
- Lee Joon-hyuk : Ha Dong-geun
- Lee Chang-joo : Jeon Byung-chul
- Choi Sung-guk
- Fabien Yoon as Phillip

### Acteurs étendues
- --- : Lee Yoo-jung
- --- : Han Jung-min
- --- : Kim Yoon-hee
- --- : détective Park
- --- : ancien professeur principal de Woo-hyun
- Choa : Kim Jin-young
- Kim Ye-boon : Choi Sung-gook

## Bande originale
1. Too Good (아까워) – Jung Gi-go feat. Min-woo de la bande de garçon Boyfriend
2. Chocolate Cherry Night (쇼콜라 체리밤) – Mad Clown et Yozoh
3. C'mon C'mon (뜬뜬뜬뜬 뜨든뜬) – Crayon Pop
4. Yayaya (야야야) – Urban Zakapa
5. What My Heart Wants to Say (내 맘이 그게 아닌데) – Lel feat. Linzy du groupe de fille Fiestar
6. Your Waltz (너의 왈츠) – Afternight Project
7. You (너를) – Afternight Project
8. Too Good (Inst.)
9. Chocolate Cherry Night (Inst.)
10. C'mon C'mon (Inst.)
11. What My Heart Wants to Say (Inst.)
12. Your Waltz (Inst.)
13. You (Inst.)

### Sources
- (en) Cet article est partiellement ou en totalité issu de l’article de Wikipédia en anglais intitulé « Hi! School: Love On » (voir la liste des auteurs).